# Borough de Mid and East Antrim
Le borough de Mid and East Antrim (Mid and East Antrim Borough en anglais), officiellement appelé Mid and East Antrim, est un district de gouvernement local d’Irlande-du-Nord.
Créé en avril 2015, il succède aux districts de Ballymena, de Carrickfergus et de Larne.

## Géographie

### Situation administrative
Le district est situé dans le comté d’Antrim.

### Territoires limitrophes
| Borough de Causeway Coast and Glens | Borough de Causeway Coast and Glens | Canal du Nord |
| District de Mid Ulster              | borough de Mid and East Antrim      | Canal du Nord |
| Borough d’Antrim and Newtownabbey   | Borough d’Antrim and Newtownabbey   | Belfast Lough |

## Histoire
Un district de gouvernement local (local government district en anglais) regroupant ceux de Ballymena, de Carrickfergus et de Larne est proposé le 30 mai 2008 par le Local Government (Boundaries) Act (Northern Ireland) du 23 mai 2008. Il est formellement créé sous le nom d’Antrim-du-Milieu et d’Antrim-de-l’Est (Mid and East Antrim District) à compter du 1er avril 2015 par le Local Government (Boundaries) Order (Northern Ireland) du 30 novembre 2012.
Par délibération du conseil du district du 26 mars 2015, le district de Mid and East Antrim relève la charte de la corporation du borough de Carrickfergus au sens des Local Government (Transitional, Incidental, Consequential and Supplemental Provisions) Regulations (Northern Ireland) du 9 mars 2015. Il devient donc, à compter du 1er avril, le borough de Mid and East Antrim (Mid and East Antrim Borough),.

## Administration

### Conseil
Le Mid and East Antrim Borough Council, littéralement, le « conseil du borough de Mid and East Antrim », est l’assemblée délibérante du borough de Mid and East Antrim, composée de 40 membres (depuis 2015), appelés les conseillers (councillors).
Un maire (mayor) et un vice-maire (deputy mayor) sont élus parmi les conseillers à l’occasion de chaque réunion générale annuelle du conseil du borough.

### Circonscriptions électorales
Le district de gouvernement local est divisé en autant de sections électorales (wards en anglais) que de conseillers. Celles-ci sont distribuées par zone électorale de district (district electoral area).
| Zone                           | Depuis 2015                                                                                    |
| ------------------------------ | ---------------------------------------------------------------------------------------------- |
| Première zone et ses sections  | Ballymena (7 sièges)                                                                           |
| Première zone et ses sections  | - Academy - Ardeevin - Ballykeel - Braidwater - Castle Demesne - Fair Green - Park             |
| Deuxième zone et ses sections  | Bannside (6 sièges)                                                                            |
| Deuxième zone et ses sections  | - Ahoghill - Cullybackey - Galgorm - Grange - Maine - Portglenone                              |
| Troisième zone et ses sections | Braid (7 sièges)                                                                               |
| Troisième zone et ses sections | - Ballee and Harryville - Broughshane - Glenravel - Glenwhirry - Kells - Kirkinriola - Slemish |
| Quatrième zone et ses sections | Carrick Castle (5 sièges)                                                                      |
| Quatrième zone et ses sections | - Boneybefore - Castle - Kilroot - Love Lane - Victoria                                        |
| Cinquième zone et ses sections | Coast Road (5 sièges)                                                                          |
| Cinquième zone et ses sections | - Cairncastle - Carnlough and Glenarm - Craigyhill - Gardenmore - The Maidens                  |
| Sixième zone et ses sections   | Knockagh (5 sièges)                                                                            |
| Sixième zone et ses sections   | - Burleigh Hill - Gortalee - Greenisland - Sunnylands - Woodburn                               |
| Septième zone et ses sections  | Larne Lough (5 sièges)                                                                         |
| Septième zone et ses sections  | - Ballycarry and Glynn - Curran and Inver - Islandmagee - Kilwaughter - Whitehead South        |

## Identité visuelle

Logotype (depuis avril 2015).